# Euphroniaceae
Classification APG III (2009)
Famille
Les Euphroniaceae (les Euphroniacées) sont une petite famille de plantes à fleurs dicotylédone de l'ordre des Malpighiales.
Ce sont des arbustes des régions tropicales d'Amérique du Sud que l'on rencontre en Guyane.

## Étymologie
Le nom vient du genre type Euphronia dérivé du grec grec ευ / eu, bien, et  φρόνως / fronos, penser.

## Classification
La classification classique de Cronquist (1981) n'accepte pas cette famille et place le genre Euphronia dans la famille des Vochysiaceae (dans l'ordre des Polygalales).
La classification phylogénétique APG (1998) situe cette famille dans l'ordre des Malpighiales. Dans ce cas la famille ne comprend que 2 espèces du genre Euphronia. 
Pour la classification phylogénétique APG II (2003), cette famille est optionnelle; le genre Euphronia peut aussi être assigné aux Chrysobalanacées.
La classification phylogénétique APG III (2009), qui n'a jamais recours à des familles optionnelles, reconnait cette famille.

## Liste des genres
Selon Angiosperm Phylogeny Website (23 mai 2010), NCBI (23 mai 2010) et DELTA Angio (23 mai 2010) :
- genre Euphronia Mart. & Zucc.

## Liste des espèces
Selon NCBI (23 mai 2010) :
- genre Euphronia
  - Euphronia guianensis